# Gerhard Pils
Gerhard Pils (* 21. September 1954 in Freistadt) ist ein österreichischer Botaniker. Sein botanisches Autorenkürzel lautet „Pils“.

## Leben
Gerhard Pils studierte von 1973 bis 1981 an der Universität Wien Biologie und Chemie. Nach dem Abschluss seines Lehramtsstudiums 1978 verfasste er dort unter Professor Friedrich Ehrendorfer eine Dissertation über „Karyologie, Verbreitung und Systematik der Gattung Festuca in den Ostalpenländern“. Er wurde 1980 promoviert.
Danach übersiedelte er nach Linz und trat er als AHS-Lehrer in den Bundesdienst ein. 1999 nahm er eine Stelle als Biologielehrer am österreichischen St. Georgs-Kolleg in Istanbul an. Die folgenden sechs Jahre waren einer umfangreichen Dokumentation der türkischen Pflanzenwelt gewidmet. Dafür bereiste er, meist zusammen mit seiner Frau Ingeborg, alle Teile der Türkei. Mit der Begründung, dass er eine „Gefahr für die Sicherheit der Türkei“ sei, wurde ihm 2005 von den türkischen Behörden die Arbeitsgenehmigung entzogen. Bis zu seiner Pensionierung im Jahr 2019 arbeitete er als BHS-Lehrer in Kärnten.

## Forschung
- Floristik: Pils publizierte zahlreiche Arbeiten zur Flora seines Heimatbundeslandes Oberösterreich. Daneben ist Pils ein Experte für die Flora des Mittelmeergebietes. Im Jahr 2006 veröffentlichte er den bis heute umfangreichsten Fotoatlas der türkischen Flora. 2016 erschien von ihm „Illustrated Flora of Albania“. Es ist dies das erste englischsprachige Buch, das die gesamte Spontanflora eines Balkanlandes enthält und fast vollständig farbig abbildet. 2022 erschien von ihm „Illustrated Flora of Morocco“, der erste weitgehend vollständige Fotoatlas eines nordafrikanischen Landes.
- Pflanzenverbreitung: Ausgehend von seinen systematischen Untersuchungen veröffentlichte Pils auch einige arealkundliche Arbeiten. Dabei erweiterte er den in Mitteleuropa bis dato üblichen Ansatz, die aktuelle Pflanzenverbreitung in den Alpen hauptsächlich durch vergangene Klimaschwankungen und Eiszeiten zu erklären, durch mathematische Simulationsmodelle basierend auf aktuellen ökologischen Gegebenheiten.
- Systematik: Sein Forschungsschwerpunkt ist hier die Gräsergattung Festuca, über die er auch nach seiner Dissertation eine Reihe von Arbeiten publizierte.
- Vegetationskunde: Neben einer Reihe von eher populärwissenschaftlichen Arbeiten über verschiedene Lebensräume Oberösterreichs hat Pils 1994 eine umfangreiche und multidisziplinäre Arbeit über das oberösterreichische Grünland vorgelegt.

Von 1994 bis 1999 lehrte Pils als externer Lektor an der Universität für Bodenkultur Wien, wo er 1995 die venia legendi für Systematik und Geobotanik erhielt. Daneben lehrte er von 1995 bis 1999 als externer Lektor an der Universität Wien (Institut für Geographie).

## Würdigungen
Pils’ Werk „Illustrated Flora of Albania“ wurde beim internationalen OPTIMA-Meeting in Athen im Oktober 2019 als bestes Buch über die Phytotaxonomie des Mittelmeergebietes des Jahres 2016 mit der OPTIMA-Silbermedaille prämiert.

## Neu beschriebene Pflanzensippen
- Festuca picturata Pils – Pl. Syst. Evol. 136(1–2): 92. 1980
- Festuca stricta Host subsp. bauzanina Pils[2]
- Festuca austrodolomitica Pils & F.Prosser – Pl. Syst. Evol. 195(3–4): 188. 1995 (IK)
- Centaurea drenovensis Pils – Ill. Fl. Albania 9, tt. 57, 376-377. 2016
- Hieracium tortumense Gottschl. & Pils – Wulfenia 23: 52-56. 2016
- Campanula garciniae Pils – Ill. Fl. Morocco p. 14, 2022
- Silene mesatlantica subsp. quilesii Pils – Ill. Fl. Morocco p. 13, 2022

## Schriften (Auswahl)
- Die Flora der Umgebung von Pregarten (Mühlviertel, Oberösterreich). In: Stapfia. Band 6, Linz 1979, 82 Seiten (zobodat.at [PDF; 5 MB]).
- Die Wiesen Oberösterreichs. Eine Naturgeschichte des oberösterreichischen Grünlandes unter besonderer Berücksichtigung von Naturschutzaspekten. Linz 1994, 355 pp. + 76 Tafeln + 26 Seiten Abbildungstext, Forschungsinstitut f. Umweltinformatik (zobodat.at [PDF; 38,9 MB]).
- Die Bedeutung des Konkurrenzfaktors bei der Stabilisierung historischer Arealgrenzen. In: Linzer biologische Beiträge. 27/1 (1995), S. 119–149 (zobodat.at [PDF; 281 kB]).
- Die Pflanzenwelt Oberösterreichs – Naturräumliche Grundlagen – Menschlicher Einfluss – Exkursionsvorschläge. – 304 pp.– Steyr: Ennsthaler Verlag (1999).
- Flowers of Turkey – a photo guide. – 448 pp.– Eigenverlag G. Pils (2006).
- Endemism in Mainland Regions – Case Studies: Turkey. – p. 240–255 in: HOBOHM, C. (Ed.): Endemism in Vascular Plants.- Springer Verlag (2013).
- Illustrated Flora of Albania. – 576 pp.– Eigenverlag G. Pils (2016).
- Illustrated Flora of Morocco. – 608 pp.– Eigenverlag G. Pils (2022).